# Frauen-Rugby-Union-Weltmeisterschaft 1994
Die Frauen-Rugby-Union-Weltmeisterschaft 1994 (englisch 1994 Women’s Rugby World Cup) fand vom 11. bis zum 24. April 1994 in Schottland statt. Es war die zweite Weltmeisterschaft im vierjährlichen Turnierzyklus. Ursprünglich sollte das Turnier vom 10. bis zum 24. April in Amsterdam ausgetragen werden, wurde jedoch wenige Wochen vor Beginn verschoben, da die Veranstalter vom Weltverband International Rugby Football Board (IRFB; heute World Rugby) nicht die Anerkennung als Weltmeisterschaft erhielten. Das Turnier wurde erst nachträglich, nachdem der Weltverband selbst die Organisation übernahm, offiziell zur zweiten Weltmeisterschaft. 2009 wurde das Turnier offiziell und zurückwirkend vom Weltverband als Weltmeisterschaft anerkannt, als es erstmals eine Liste aller Weltmeister veröffentlichte.
Die Veranstalter luden mehrere Rugby-Union-Nationalmannschaften zu dem Turnier ein, wovon zwölf zusagten: England, Frankreich, Irland, Japan, Kanada, Kasachstan, Russland, Schottland, Schottische Studenten, Schweden, Spanien, die Vereinigten Staaten und Wales. Während der Rugby-Union-Weltmeisterschaft 1994 wurden 31 Spiele absolviert, darunter zwölf in der Vorrunde, sieben in der Plate, vier in der Shield und acht in der Championship, einschließlich des Finales. Die Mannschaften wurden in vier Gruppen zu je drei Teams eingeteilt, wobei jedes einmal gegen die anderen der Gruppe antrat. Die beiden besten Mannschaften jeder Gruppe erreichten hiernach das Viertelfinale (die Championship), während die drittplatzierte Mannschaft an der Plate teilnahm. Die im Viertelfinale unterlegenen Mannschaften nahmen an der Shield teil.
Weltmeisterinnen wurde die die englische Mannschaft (Red Roses), die im Finale im Raeburn Place in Edinburgh die US-Amerikanerinnen mit 38:23 schlugen und damit ihren ersten Weltmeistertitel gewannen. Frankreich wurde Dritter und Wales Vierter.

## Organisation
Im Protokoll der Interimssitzung des IRFB von 1993 heißt es über das „Internationale Frauenturnier 1994“:
„Der Rat hat sich darauf geeinigt, die Prüfung einer Teilnahme der Verbände am Turnier so lange aufzuschieben, bis eine formelle Anfrage der Organisatoren eingeht.“
Daher herrschte nicht nur Unsicherheit darüber, ob es sich tatsächlich um die „Frauenweltmeisterschaft“ handelte, zudem weigerte sich der IRFB, das Turnier ungeachtet seines Status zu unterstützen – der „Aufschub“ war faktisch eine Verweigerung der Zustimmung, da die nächste geplante IRFB-Sitzung nur wenige Tage vor Beginn des Turnieres stattfand.
Aus diesem Grund hatten die Verbände einiger Länder beschlossen, die Reisekosten nicht zu übernehmen (darunter Neuseeland, wo das Frauenrugby mittlerweile vollständig in den nationalen Verband integriert war, und letztendlich auch andere) oder sich ganz von der Teilnahme zurückzuziehen. Mehrere Teammitglieder beschlossen daraufhin, das Geld selbst aufzubringen, aber die Unsicherheit über die Durchführung und das finanzielle Risiko, das mit dem Ausscheiden vom Turnier einherging, veranlassten die Organisatoren, die Veranstaltung (ziemlich abrupt) abzusagen.
Diejenigen Frauen, die hart trainiert und bemüht hatten, Geld für die Teilnahme zu sammeln, waren von der Absage enttäuscht und organisierten bald darauf ein Ersatzturnier in Schottland. Trotz der Androhung von Sanktionen seitens des IRFB gegen Verbände, die an diesem nicht anerkannten Turnier teilnahmen, fand es statt.
Diese Frauen-Rugby-Union-Weltmeisterschaft wurde wie das vorhergehende Turnier 1991 nicht vom IRFB anerkannt und die schottischen Organisatoren ersuchten auch keine offizielle Anerkennung. Dennoch betrachteten alle teilnehmenden Mannschaften dies als eine „echte“ Weltmeisterschaft.
An dem Turnier nahmen letztendlich elf der ursprünglich sechzehn geplanten Teams teil – neben Neuseeland sagten die Niederlande als ursprünglicher Gastgeber ebenfalls ihre Teilnahme ab, Spanien zog sich erst spät zurück – nachdem die Gruppen bereits ausgelost worden waren – und wurde durch ein schottisches Studententeam ersetzt. Auch Italien und Deutschland waren nennenswerte abwesende Teams. Die Sowjetunion wäre zwar angetreten, wurde jedoch aufgrund ihrer Auflösung durch Russland und Kasachstan ersetzt.
Bereits Während des Turnierverlaufes erwies es sich als großer Erfolg.

## Qualifikation
Die Organisatoren luden mehrere Nationalmannschaften zu dem Turnier ein, woraufhin elf Teams zusagten. Aufgrund der kurzfristigen Absage Spaniens nahm zur Vervollständigung der Vorrundengruppen eine Studentenmannschaft Schottlands teil. Es ist das einzige Turnier an dem Neuseeland nicht teilnahm.

Teilnehmende Länder der Frauen-Rugby-Union-Weltmeisterschaft 1994:
Gastgeber
Eingeladen vom Veranstalter
Teilnahme zurückgezogen
Keine Teilnahme

| Land                     | Qualifikationsgrundlage | WM-Teilnahme | Letztmalige WM-Teilnahme | Bestes Ergebnis    | Gruppe |
| ------------------------ | ----------------------- | ------------ | ------------------------ | ------------------ | ------ |
| Schottland               | Gastgeber               | Erste        | –                        | Debüt              | B      |
| England                  | Einladung               | Zweite       | 1991                     | Zweiter (1991)     | B      |
| Frankreich               | Einladung               | Zweite       | 1991                     | Dritter (1991)     | C      |
| Irland                   | Einladung               | Erste        | –                        | Debüt              | C      |
| Japan                    | Einladung               | Zweite       | 1991                     | Elfter (1991)      | A      |
| Kanada                   | Einladung               | Zweite       | 1991                     | Fünfter (1991)     | D      |
| Kasachstan               | Einladung               | Erste        | –                        | Debüt              | D      |
| Russland                 | Einladung               | Erste        | –                        | Debüt              | B      |
| Schottische Studentinnen | Einladung               | Erste        | –                        | Debüt              | C      |
| Schweden                 | Einladung               | Zweite       | 1991                     | Zehnter (1991)     | A      |
| Vereinigte Staaten       | Einladung               | Zweite       | 1991                     | Weltmeister (1991) | A      |
| Wales                    | Einladung               | Zweite       | 1991                     | Neunter (1991)     | D      |

## Austragungsorte
| Raeburn Place |

| Meggetland Sports Complex |

| Greenyards |

| Burnbrae |

| Beveridge Park |

| Netherdale |

| Raeburn Place |

| Meggetland Sports Complex |

| Greenyards |

| Burnbrae |

| Beveridge Park |

| Netherdale |

## Format
Die Frauen-Rugby-Union-Weltmeisterschaft 1994 wurde über 14 Tage zwischen zwölf verschiedenen Mannschaften über 31 Spiele ausgetragen. Sie begann am 11. April 1994 im Greenyards in Melrose mit dem Eröffnungsspiel zwischen Schweden und den Vereinigten Staaten. Das Turnier endete am 24. April im Edinburgher Raeburn Place mit dem Finale zwischen England und den Vereinigten Staaten, wobei die Red Roses die Trophäe gewannen.

### Spielplan
Die nachfolgende Tabelle zeigt das tägliche Programm der Frauen-Rugby-Union-Weltmeisterschaft 1994. Dabei steht ein violettes Kästchen für Vorrundenspiele, ein zyanblaues Kästchen für die Plate, ein grünes Kästchen für die Championship und Shield, ein blaues Kästchen für das Spiel um Platz 3 und ein gelbes Kästchen für das Finale.
| Gruppe A                      | 1       |         | 1       |         | 1       |         |         |         |         |
| Gruppe B                      | 1       |         | 1       |         | 1       |         |         |         |         |
| Gruppe C                      | 1       |         | 1       |         | 1       |         |         |         |         |
| Gruppe D                      | 1       |         | 1       |         | 1       |         |         |         |         |
| Plate April                   | Sa. 17. | So. 18. | Mo. 19. | Di. 20. | Mi. 21. | Do. 22. | Fr. 23. |         |         |
| Plate                         | 2       |         | 2       |         | 2       |         | 1       |         |         |
| Championship und Shield April | Sa. 17. | So. 18. | Mo. 19. | Di. 20. | Mi. 21. | Do. 22. | Fr. 23. | Sa. 24. | Sa. 24. |
| Championship und Shield       | 4       |         |         | 4       |         |         | 2       | 1       | 1       |

| Farblegende             | Farblegende |
| ----------------------- | ----------- |
| Gruppenspiele           |             |
| Plate                   |             |
| Championship und Shield |             |
| Spiel um Platz 3        |             |
| Finale                  |             |

### Gruppen
| Gruppe A                          | Gruppe B                    | Gruppe C                                   | Gruppe D                |
| --------------------------------- | --------------------------- | ------------------------------------------ | ----------------------- |
| Japan Schweden Vereinigte Staaten | England Russland Schottland | Frankreich Irland Schottische Studentinnen | Kanada Kasachstan Wales |

### Vorrunde
Die zweite Frauen-Rugby-Union-Weltmeisterschaft wurde zwischen zwölf Nationalmannschaften ausgespielt. Es gab keine Qualifikation zur Weltmeisterschaft, da die Mannschaften von den Organisatorinnen eingeladen wurden. Die zwölf teilnehmenden Mannschaften wurden für die Vorrunde in vier Gruppen zu je drei Mannschaften eingeteilt; jede Mannschaft bestritt ein Spiel gegen jede andere Mannschaft in derselben Gruppe, demzufolge absolvierte jedes Team zwei Spiele in der Vorrunde. Für einen Sieg gab es zwei Tabellenpunkte, für ein Unentschieden einen Punkt und keinen Punkt für eine Niederlage.
Die Tabellenränge wurden anhand des folgenden Punktesystems ermittelt:
- Zwei Spielpunkte für einen Sieg;
- Einen für ein Unentschieden;
- Keinen für eine Niederlage.

Am Ende der Vorrunde wurden die Mannschaften, basierend auf den gesammelten Spielpunkten, vom ersten bis zum dritten Platz eingestuft, wobei die beiden besten Mannschaften das Viertelfinale (die Championship) erreichten, während die drittplatzierte Mannschaft an der Plate teilnahm.

### Plate
Die Plate bestand aus einer Gruppe zu vier Mannschaften, in der jede gegen jede spielte und die beiden besten Mannschaften das Finale gegeneinander bestritten.

### Championship und Shield
Ab dieser Phase nahm das Turnier ein K.-o.-System an bestehend aus zwölf Spielen: vier Viertelfinals, zwei Halbfinals, ein Spiel um Platz 3 und das Finale.
Die Gruppenersten und -zweiten erreichten jeweils die Championship. Dabei trafen die Gruppenersten im Viertelfinale auf die Gruppenzweiten der anderen Gruppe, beispielsweise traf der Erste der Gruppe A auf den Zweiten der Gruppe C und der Erste der Gruppe B auf den Zweiten der Gruppe D. Teams aus derselben Gruppe konnten erst wieder im Spiel um Platz 3 oder dem Finale aufeinandertreffen. Die im Viertelfinale unterlegenen Mannschaften nahmen an der Shield teil.

## Vorrunde
Die zwei besten Teams jeder Gruppe qualifizierten sich für das Viertelfinale, während die drittplatzierte Mannschaft an der Plate teilnahm.

### Gruppe A
|    | Land               | Spiele | Siege | Unent. | Ndlg. | Spiel- punkte | Diff. | Tabellen- punkte |
| -- | ------------------ | ------ | ----- | ------ | ----- | ------------- | ----- | ---------------- |
| 1. | Vereinigte Staaten | 2      | 2     | 0      | 0     | 232:000       | + 232 | 6                |
| 2. | Japan              | 2      | 1     | 0      | 1     | 010:126       | − 116 | 4                |
| 3. | Schweden           | 2      | 0     | 0      | 2     | 005:121       | − 116 | 2                |

| 11. April 1994 | Schweden | 0 : 111 | Vereinigte Staaten | Greenyards, Melrose |
| 11. April 1994 |          |         |                    | Greenyards, Melrose |

| 13. April 1994 | Japan | 10 : 5 | Schweden | Greenyards, Melrose |
| 13. April 1994 |       |        |          | Greenyards, Melrose |

| 15. April 1994 | Japan | 0 : 121 | Vereinigte Staaten | Greenyards, Melrose |
| 15. April 1994 |       |         |                    | Greenyards, Melrose |

### Gruppe B
|    | Land       | Spiele | Siege | Unent. | Ndlg. | Spiel- punkte | Diff. | Tabellen- punkte |
| -- | ---------- | ------ | ----- | ------ | ----- | ------------- | ----- | ---------------- |
| 1. | England    | 2      | 2     | 0      | 0     | 92:000        | + 92  | 6                |
| 2. | Schottland | 2      | 1     | 0      | 1     | 51:026        | + 25  | 4                |
| 3. | Russland   | 2      | 0     | 0      | 2     | 00:117        | − 117 | 2                |

| 11. April 1994 | England | 66 : 0 | Russland | Meggetland Sports Complex, Edinburgh |
| 11. April 1994 |         |        |          | Meggetland Sports Complex, Edinburgh |

| 13. April 1994 | Schottland | 51 : 0 | Russland | Meggetland Sports Complex, Edinburgh |
| 13. April 1994 |            |        |          | Meggetland Sports Complex, Edinburgh |

| 15. April 1994 | Schottland | 0 : 26 | England | Meggetland Sports Complex, Edinburgh |
| 15. April 1994 |            |        |         | Meggetland Sports Complex, Edinburgh |

### Gruppe C
|    | Land                     | Spiele | Siege | Unent. | Ndlg. | Spiel- punkte | Diff. | Tabellen- punkte |
| -- | ------------------------ | ------ | ----- | ------ | ----- | ------------- | ----- | ---------------- |
| 1. | Frankreich               | 2      | 2     | 0      | 0     | 108:08        | + 100 | 6                |
| 2. | Irland                   | 2      | 1     | 0      | 1     | 018:36        | – 18  | 4                |
| 3. | Schottische Studentinnen | 2      | 0     | 0      | 2     | 013:95        | − 82  | 2                |

| 11. April 1994 | Schottische Studentinnen | 0 : 77 | Frankreich | Burnbrae, Milngavie |
| 11. April 1994 |                          |        |            | Burnbrae, Milngavie |

| 13. April 1994 | Schottische Studentinnen | 5 : 18 | Irland | Burnbrae, Milngavie |
| 13. April 1994 |                          |        |        | Burnbrae, Milngavie |

| 15. April 1994 | Frankreich | 31 : 0 | Irland | Burnbrae, Milngavie |
| 15. April 1994 |            |        |        | Burnbrae, Milngavie |

### Gruppe D
|    | Land       | Spiele | Siege | Unent. | Ndlg. | Spiel- punkte | Diff. | Tabellen- punkte |
| -- | ---------- | ------ | ----- | ------ | ----- | ------------- | ----- | ---------------- |
| 1. | Wales      | 2      | 2     | 0      | 0     | 40:13         | + 27  | 6                |
| 2. | Kanada     | 2      | 1     | 0      | 1     | 33:11         | + 22  | 4                |
| 3. | Kasachstan | 2      | 0     | 0      | 2     | 08:57         | − 49  | 2                |

| 11. April 1994 | Kanada | 5 : 11 | Wales | Raeburn Place, Edinburgh |
| 11. April 1994 |        |        |       | Raeburn Place, Edinburgh |

| 13. April 1994 | Kasachstan | 8 : 29 | Wales | Raeburn Place, Edinburgh |
| 13. April 1994 |            |        |       | Raeburn Place, Edinburgh |

| 15. April 1994 | Kanada | 28 : 0 | Kasachstan | Raeburn Place, Edinburgh |
| 15. April 1994 |        |        |            | Raeburn Place, Edinburgh |

## Plate

### Gruppenphase
|     | Land                     | Spiele | Siege | Unent. | Ndlg. | Spiel- punkte | Diff. | Tabellen- punkte |
| --- | ------------------------ | ------ | ----- | ------ | ----- | ------------- | ----- | ---------------- |
| 9.  | Kasachstan               | 3      | 3     | 0      | 0     | 83:12         | + 71  | 9                |
| 10. | Schweden                 | 3      | 2     | 0      | 1     | 46:56         | – 10  | 7                |
| 11. | Russland                 | 3      | 1     | 0      | 2     | 37:57         | − 20  | 5                |
| 12. | Schottische Studentinnen | 3      | 0     | 0      | 3     | 24:65         | − 41  | 3                |

| 17. April 1994 | Russland | 13 : 20 | Schweden | Kirkcaldy Park, Kirkcaldy |
| 17. April 1994 |          |         |          | Kirkcaldy Park, Kirkcaldy |

| 17. April 1994 | Schottische Studentinnen | 0 : 27 | Kasachstan | Kirkcaldy Park, Kirkcaldy |
| 17. April 1994 |                          |        |            | Kirkcaldy Park, Kirkcaldy |

| 19. April 1994 | Schottische Studentinnen | 12 : 14 | Schweden | Netherdale, Galashiels |
| 19. April 1994 |                          |         |          | Netherdale, Galashiels |

| 19. April 1994 | Kasachstan | 25 : 0 | Russland | Netherdale, Galashiels |
| 19. April 1994 |            |        |          | Netherdale, Galashiels |

| 21. April 1994 | Kasachstan | 31 : 12 | Schweden | Meggetland Sports Complex, Edinburgh |
| 21. April 1994 |            |         |          | Meggetland Sports Complex, Edinburgh |

| 21. April 1994 | Schottische Studentinnen | 12 : 24 | Russland | Netherdale, Galashiels |
| 21. April 1994 |                          |         |          | Netherdale, Galashiels |

### Finale
| 23. April 1994 | Kasachstan | 29 : 12 | Schweden | Boroughmuir, Edinburgh |
| 23. April 1994 |            |         |          | Boroughmuir, Edinburgh |

## Championship
|  | Viertelfinale           | Viertelfinale           |                         |                        | Halbfinale             | Halbfinale |  |  | Finale                 | Finale                 |
|  |                         |                         |                         |                        |                        |            |  |  |                        |                        |
|  | 17. April in Galashiels |                         |                         |                        |                        |            |  |  |                        |                        |
|  | England                 | 24                      |                         |                        |                        |            |  |  |                        |                        |
|  | England                 | 24                      | 20. April in Galashiels |                        |                        |            |  |  |                        |                        |
|  | Kanada                  | 10                      |                         |                        |                        |            |  |  |                        |                        |
|  | Kanada                  | 10                      | England                 | 18                     |                        |            |  |  |                        |                        |
|  |                         |                         | England                 | 18                     |                        |            |  |  |                        |                        |
|  |                         | Frankreich              | 6                       |                        |                        |            |  |  |                        |                        |
|  | Frankreich              | Frankreich              | 6                       | 99                     |                        |            |  |  |                        |                        |
|  | Frankreich              |                         |                         | 99                     |                        |            |  |  |                        |                        |
|  | Japan                   | 0                       |                         | 24. April in Edinburgh | 24. April in Edinburgh |            |  |  |                        |                        |
|  | 17. April in Edinburgh  | 17. April in Edinburgh  | England                 | 38                     |                        |            |  |  |                        |                        |
|  | 17. April in Edinburgh  | 17. April in Edinburgh  |                         | Vereinigte Staaten     | 23                     |            |  |  |                        |                        |
|  | Vereinigte Staaten      | 76                      |                         |                        |                        |            |  |  |                        |                        |
|  | Irland                  | 0                       |                         |                        |                        |            |  |  |                        |                        |
|  | Irland                  | 0                       | Vereinigte Staaten      | 56                     |                        |            |  |  |                        |                        |
|  |                         |                         | Vereinigte Staaten      | 56                     | Spiel um Platz 3       |            |  |  |                        |                        |
|  |                         | Wales                   | 15                      |                        |                        |            |  |  |                        |                        |
|  | Wales                   | Wales                   | 15                      | 8                      | Frankreich             | 27         |  |  |                        |                        |
|  | Wales                   | 20. April in Galashiels |                         | 8                      | Frankreich             | 27         |  |  |                        |                        |
|  | Schottland              | 0                       |                         | Wales                  | 0                      |            |  |  |                        |                        |
|  | Schottland              | 0                       |                         |                        | 0                      |            |  |  |                        |                        |
|  | 17. April in Melrose    | 17. April in Melrose    |                         |                        |                        |            |  |  | 24. April in Edinburgh | 24. April in Edinburgh |

### Shield
|  | Halbfinale          | Halbfinale |        |    | Finale | Finale |
|  |                     |            |        |    |        |        |
|  | Kanada              | 57         |        |    |        |        |
|  | Japan               | 0          |        |    |        |        |
|  |                     |            |        |    |        |        |
|  |                     |            |        |    |        |        |
|  | Kanada              | 5          |        |    |        |        |
|  |                     | Schottland | 11     |    |        |        |
|  |                     |            |        |    |        |        |
|  | Spiel um Platz drei |            |        |    |        |        |
|  |                     |            | Irland | 11 |        |        |
|  | Irland              | 3          | Japan  | 3  |        |        |
|  | Schottland          | 10         |        |    |        |        |

### Viertelfinale
| 17. April 1994 | Vereinigte Staaten | 76 : 0 | Irland | Meggetland Sports Complex, Edinburgh |
| 17. April 1994 |                    |        |        | Meggetland Sports Complex, Edinburgh |

| 17. April 1994 | England | 24 : 10 | Kanada | Netherdale, Galashiels |
| 17. April 1994 |         |         |        | Netherdale, Galashiels |

| 17. April 1994 | Frankreich | 99 : 0 | Japan | Raeburn Place, Edinburgh |
| 17. April 1994 |            |        |       | Raeburn Place, Edinburgh |

| 17. April 1994 | Schottland | 0 : 8 | Wales | Greenyards, Melrose |
| 17. April 1994 |            |       |       | Greenyards, Melrose |

### Championship Halbfinale
| 20. April 1994 | Vereinigte Staaten | 56 : 15 | Wales | Netherdale, Galashiels |
| 20. April 1994 |                    |         |       | Netherdale, Galashiels |

| 20. April 1994 | England | 18 : 6 | Frankreich | Netherdale, Galashiels |
| 20. April 1994 |         |        |            | Netherdale, Galashiels |

### Shield Halbfinale
| 20. April 1994 | Kanada | 57 : 0 | Japan | Greenyards, Melrose |
| 20. April 1994 |        |        |       | Greenyards, Melrose |

| 20. April 1994 | Schottland | 10 : 3 | Irland | Greenyards, Melrose |
| 20. April 1994 |            |        |        | Greenyards, Melrose |

### Shield Dritter Platz (Siebenter Platz)
| 23. April 1994 | Irland | 11 : 3 | Japan | Meggetland Sports Complex, Edinburgh |
| 23. April 1994 |        |        |       | Meggetland Sports Complex, Edinburgh |

### Shield Finale (Fünfter Platz)
| 23. April 1994 | Schottland | 11 : 5 | Kanada | Meggetland Sports Complex, Edinburgh |
| 23. April 1994 |            |        |        | Meggetland Sports Complex, Edinburgh |

### Cup Dritter Platz
| 24. April 1994 | Frankreich | 27 : 0 | Wales | Raeburn Place, Edinburgh |
| 24. April 1994 |            |        |       | Raeburn Place, Edinburgh |

### Finale
| 24. April 1994 | England | 38 : 23 | Vereinigte Staaten | Raeburn Place, Edinburgh |
| 24. April 1994 |         |         |                    | Raeburn Place, Edinburgh |

England
(Erster Titel)

## Statistiken
Nach dem Turnier ergab sich die folgende (inoffizielle) Abschlusstabelle:

Ergebnis der Frauen-Rugby-Union-Weltmeisterschaft 1994:
Schottland stellte zwei Teams: das Nationalteam und eine Studentenmanschaft

| Nr. | Mannschaft               |
| --- | ------------------------ |
|     | England                  |
|     | Vereinigte Staaten       |
|     | Frankreich               |
| 4   | Wales                    |
| 5   | Schottland               |
| 6   | Kanada                   |
| 7   | Irland                   |
| 8   | Japan                    |
| 9   | Kasachstan               |
| 10  | Schweden                 |
| 11  | Russland                 |
| –   | Schottische Studentinnen |